# Krepoljin
Krepoljin (izvirno srbsko Крепољин) je naselje v Srbiji, ki upravno spada pod Občino Žagubica; slednja pa je del Braničevskega upravnega okraja.

## Zgodovina
Do leta 1965 je bilo naselje središče istoimenske občine.

## Demografija
V naselju živi 1411 polnoletnih prebivalcev, pri čemer je njihova povprečna starost 45,3 let (44,3 pri moških in 46,3 pri ženskah). Naselje ima 629 gospodinjstev, pri čemer je povprečno število članov na gospodinjstvo 2,70.
To naselje je, glede na rezultate popisa iz leta 2002, večinoma srbsko, a v času zadnjih treh popisov je opazno zmanjšanje števila prebivalcev.
|  |

| Demografija | Demografija     | Demografija     |
| Leto        | Št. prebivalcev | Št. prebivalcev |
| ----------- | --------------- | --------------- |
|             |                 |                 |
|             |                 |                 |
|             |                 |                 |
|             |                 |                 |
| 1948        | 2452            |                 |
| 1953        | 2514            |                 |
| 1961        | 2569            |                 |
| 1971        | 2288            |                 |
| 1981        | 2252            |                 |
| 1991        | 2045            | 1922            |
| 2002        | 1960            | 1696            |
|             |                 |                 |

| Etnična sestava po popisu iz leta 2002 | Etnična sestava po popisu iz leta 2002 | Etnična sestava po popisu iz leta 2002 | Etnična sestava po popisu iz leta 2002 | Etnična sestava po popisu iz leta 2002 |
| -------------------------------------- | -------------------------------------- | -------------------------------------- | -------------------------------------- | -------------------------------------- |
| Srbi                                   | Srbi                                   |                                        | 1.392                                  | 82,07%                                 |
| Vlahi                                  | Vlahi                                  |                                        | 260                                    | 15,33%                                 |
| Romuni                                 | Romuni                                 |                                        | 10                                     | 0,58%                                  |
| Jugoslovani                            | Jugoslovani                            |                                        | 6                                      | 0,35%                                  |
| Hrvati                                 | Hrvati                                 |                                        | 2                                      | 0,11%                                  |
| Črnogorci                              | Črnogorci                              |                                        | 1                                      | 0,05%                                  |
| Slovaki                                | Slovaki                                |                                        | 1                                      | 0,05%                                  |
| Bošnjaki                               | Bošnjaki                               |                                        | 1                                      | 0,05%                                  |
| Neznano                                | Neznano                                |                                        | 0                                      | 0,0%                                   |